# Зволен (район)
Район Зволен (словац. Okres Zvolen) — район Словакии. Находится в Банскобистрицком крае.

## Население
| Год:                | 1994   | 2004    | 2014    | 2024    |
| ------------------- | ------ | ------- | ------- | ------- |
| Количество человек: | 67 753 | 67 678  | 69 009  | 65 370  |
| Разница:            |        | −0,11 % | +1,96 % | −5,27 % |

### Статистические данные (2001)
Национальный состав:
- Словаки — 96,1 %
- Чехи — 1,1 %
- Цыгане — 1,0 %

Конфессиональный состав:
- Католики — 51,5 %
- Лютеране — 21,0 %